# Битва при Лугдуне
Битва при Лугдуне — одно из крупнейших сражений конца II века, произошедшее 19—20 февраля 197 года нашей эры между войсками Клодия Альбина и римского императора Септимия Севера на холме Кондат (ныне квартал современного Лиона — Круа-Русс) близ тогдашней столицы Галлии города Лугдуна.

## Сражение, итоги и его значение в истории
По сути это была битва за власть над Римской империей. Армии обоих претендентов (действующего императора Септимия Севера и его бывшего союзника и соправителя Клодия Альбина) были приблизительно равны по количеству воинов и составляли в сумме от 110 до 150 тысяч тысяч человек с обеих сторон. Основу войск Септимия Севера составляли дунайские легионы, а войска Клодия Альбина состояли из британских, галльских и испанских отрядов.
В начале баталии, на правом крыле, воины Севера одержали победу, опрокинули войско противника и, преследуя отступающие легионы, ворвались в их лагерь.
На левом же фланге ситуация складывалась в пользу Альбина. Большое количество солдат Септимия попались в ловушки, которые заранее устроили на поле боя солдаты Альбина. Боевой порядок войск Севера расстроился и, оказавшись под шквальным обстрелом легкой пехоты противника, они обратились в беспорядочное бегство. На помощь левому флангу Север бросил преторианскую гвардию, но она была смята бегущими и оттеснена в близлежащий овраг. Самого Септимия Севера сбросил конь, он сорвал с себя пурпурную мантию и спрятался среди своих убитых воинов. Благодаря этому, войско Альбина, увлечённое преследованием дунайских легионов, не заметило прячущегося среди убитых Севера. Сражение постепенно стало перерастать в побоище. Но Юлий Лет, один из верных полководцев императора Севера, ударом тяжёлой конницы во фланг и тыл войскам Альбина переломил ход сражения. Войско мятежников было наголову разгромлено.
Клодий Альбин бежал в Лугдун, где и нашел свою смерть. Согласно различным источникам, он или покончил с собой, или был убит своими же воинами, или, согласно «ВЭС», был пленён и обезглавлен.
Оказавший поддержку Альбину галльский город Лугдун был разграблен и сожжен практически дотла. Это позволило императору пополнить казну.